# Ariston d'Athènes
Pour les articles homonymes, voir Ariston.
Ariston d'Athènes ou Ariston de Collytus (en grec ancien : Ἀρίστων / Aristōn), né vers 470-460 av. J.-C. et mort vers 424 av. J.-C., est le père du philosophe grec Platon. 

## Biographie
Peu d'éléments biographiques sûrs sont connus au sujet d'Ariston. C'est un membre de la classe la plus favorisée d'Athènes ; la légende familiale voulait qu'il soit issu de Codros, légendaire roi d'Athènes. Son père se nomme Aristoclès et l'un de ses ancêtres qui portait le même nom était archonte éponyme en 604-605 av. J.-C. Cependant, Ariston lui-même ne semble pas avoir joué de rôle dans la politique athénienne de son époque.
Vers 432 av. J.-C., Ariston épouse Périctionè, issue elle aussi d'une des familles importantes d'Athènes (parmi ses ancêtres figurent Solon et deux archontes éponymes).
Diogène Laërce raconte, en s'inspirant de ce que le neveu de Platon, Speusippe, et d'autres, avaient relaté, qu'« Ariston avait violemment fait l'amour à la jeune Périctionè, mais n'avait pas réussi à la séduire ; lorsqu'il cessa d'offrir cette violence, Apollon lui apparut dans un rêve, après quoi il la laissa tranquille jusqu'à la naissance de leur enfant ». 
Ariston est mort quand Platon n'était encore qu'un garçon, et sa mère Périctionè s'est remariée avec Pyrilampe, un ami de l'homme politique athénien Périclès. 
Ariston a eu trois autres enfants de Périctionè : Glaucon, Adimante de Collytos, et Potonè.